# 泣いていたジェニー
『泣いていたジェニー』（ないていたジェニー）は、1966年4月25日に発売された、ジャニーズの7枚目のシングルである。品番:SV-375

## 概要
B面曲はジョニー・ティロットソン、坂本九、和田弘とマヒナスターズ、ジュディ・オングとの競作。後にHey! Say! JUMPの中島裕翔がカバーしている。

## 収録曲
A面、B面共に作詞・作曲：浜口庫之助 / 編曲：寺岡真三 / 演奏:ビクター・オーケストラ
1. 泣いていたジェニー [3:04]
2. 涙くんさようなら [2:36]